# 809 v.Chr.
Het jaar 809 v.Chr. is een jaartal volgens de christelijke jaartelling.

## Gebeurtenissen

### Griekenland
- Lycurgus stelt in Sparta de strenge staatsregeling in.